# Kosova Hora (železniční zastávka)
Kosova Hora je železniční zastávka a nákladiště ve stejnojmenné obci v okrese Příbram ve Středočeském kraji. Nachází se na trati Olbramovice–Sedlčany, asi jeden kilometr od středu obce severovýchodním směrem. Leží v nadmořské výšce 400 m.